# Герб Октябрьского района (Приморский край)
Герб муниципального образования Октябрьский район Приморского края Российской Федерации.
Герб утверждён Решением № 107 муниципального комитета Октябрьского района 20 сентября 2001 года.
Герб внесён в Государственный геральдический регистр Российской Федерации под номером № 3347 (протокол Геральдического Совета при Президенте РФ от 6 июля 2007 года № 38).

## Описание герба
«В червлёном поле над узкой выщербленной оконечностью, завершённой серебром, — золотой фазан с распростёртыми крыльями».

## Описание символики
Красный цвет поля ассоциируется с наименованием района, его историей, патриотическими традициями.
Лазурь и серебряный пояс символизируют богатство водных ресурсов района, одну из крупных рек Приморья.
Негеральдическая фигура — золотой фазан — говорит о богатстве фауны, территория района является обширным ареалом фазана.

## История герба
Герб района был утверждён 20 сентября 2001 года.
Авторы герба — учащиеся Покровской средней школы Ольга и Александр Колесник.
При обосновании рисунка герба брат и сестра Колесник писали:
«Если на территории нашего района обитает фазан, мы дышим чистым воздухом, пьем природную воду, пользуемся плодами урожайной земли, согретой теплым солнцем, значит, мы живет по-человечески. А когда человек так живет, то он добр ко всему живому, духовно богат, способен к творчеству в любом деле. Ведь не зря октябрьская земля славится талантами! Друзей и мира тебе, октябрьская земля!»
18 апреля 2003 года было принято Положение о гербе Октябрьского района.
Документы по утверждению герба района были переданы в Геральдический Совета при Президенте РФ для проведения геральдической экспертизы и внесения герба в Государственный геральдический регистр Российской Федерации. По рекомендации геральдического Совета, были внесены уточнения в описание герба.